# Trahamunda de Poio
Trahamunda de Poio (Poio, Pontevedra, segle VIII o IX) fou un personatge llegendari, una monja gallega que és venerada com a santa popular.
Segons la tradició, Trahamunda era novícia al convent de San Martín de l'illa de Tambo, a la Ria de Pontevedra davant el poble de Poio. El convent fou assaltat pels musulmans, per Abd-ar-Rahman I segons uns o per Abd-ar-Rahman II segons altres, i fou duta presonera a Còrdova.
En no voler incorporar-se a l'harem del califa, fou tancada en una presó, on visqué onze anys. Sentia nostàlgia de la seva terra, i un 23 de juny va pregar per trobar-se a Poio l'endemà, que s'hi celebrava Joan Baptista, la festa del poble.
Un àngel li va donar una branca de palma i va viatjar miraculosament a Galícia: segons unes tradicions, en la palmera; segons d'altres, en una barca de pedra. En arribar a Poio per a la festa, les campanes dels dos convents (Tambo i Poio), van repicar plegades. Va plantar la branca prop del monestir de San Xoán, i hi cresqué una palmera que es va conservar fins al 1578.
Venerada com a santa, la seva tomba es conserva a la capella del monestir de Poio. És considerada patrona de la "morrinha" o sentiment d'enyorament característic del tarannà gallec.